# Daniel Verdessi
Daniel Ángel Verdessi Belemmi (Valparaíso, 15 de diciembre de 1952) es un médico cirujano y político chileno. Entre 2018 y 2022 se desempeñó como diputado del 6° Distrito, de la Región de Valparaíso.

## Primeros años de vida
Es hijo de Rodolfo Verdessi Zúñiga y de Elena Belemmi Echeverría. Realizó sus estudios en la Universidad de Chile, sede Valparaíso, en donde se tituló como médico, de forma posterior, se especializó en cirugía  Archivado el 18 de diciembre de 2018 en Wayback Machine.. Realizó un Máster en Gestión de las Organizaciones de Salud en la Universidad de Valparaíso.

### Matrimonio
Se encuentra casado con María Guillermina Roco Molina.

## Vida pública
Entre los años 2000 y 2004 se desempeñó como director del Servicio de Salud Valparaíso - San Antonio, y en 2004 fue elegido como concejal por Quilpué. En esta condición ejerció como presidente de la Comisión de Salud Primaria de la Asociación Nacional de Municipalidades de Chile.
Es militante del Partido Demócrata Cristiano (PDC). En los años 1997 y 2013 se presentó como candidato a diputado por Quilpué, pero no resultó elegido.
En el año 2017 fue elegido como diputado por el 6° Distrito, de la Región de Valparaíso, y pasó a formar parte de las comisiones de Medio Ambiente y Recursos Naturales; Salud; y Cultura, de las Artes y Comunicaciones.

## Historial electoral

### Elecciones parlamentarias de 1997
- Elecciones parlamentarias de 1997 a diputado por el Distrito 12 (Quilpué, Olmué, Limache y Villa Alemana).[1]

### Elecciones municipales de 2004
- Elecciones municipales de 2004 para el concejo municipal de Quilpué.[2](Se consideran los candidatos con más del 2 % de votos)

### Elecciones parlamentarias de 2013
- Elecciones parlamentarias de 2013 a diputado por el Distrito 12 (Quilpué, Olmué, Limache y Villa Alemana).[3]

### Elecciones parlamentarias de 2017
- Elecciones parlamentarias de 2017 a diputado por el Distrito 6 (Cabildo, Calle Larga, Catemu, Hijuelas, La Calera, La Cruz, La Ligua, Limache, Llay Llay, Los Andes, Nogales, Olmué, Panquehue, Papudo, Petorca, Puchuncaví, Putaendo, Quillota, Quilpué, Quintero, Rinconada, San Esteban, San Felipe, Santa María, Villa Alemana y Zapallar).[4](Se consideran los candidatos con más del 2% de votos)

### Elecciones parlamentarias de 2021
- Elecciones parlamentarias de 2021 a diputado por el Distrito 6 (Cabildo, Calle Larga, Catemu, Hijuelas, La Calera, La Cruz, La Ligua, Limache, Llay Llay, Los Andes, Nogales, Olmué, Panquehue, Papudo, Petorca, Puchuncaví, Putaendo, Quillota, Quilpué, Quintero, Rinconada, San Esteban, San Felipe, Santa María, Villa Alemana y Zapallar).[5]